# William Lyne Wilson
Pour les articles homonymes, voir William Wilson (homonymie) et Wilson.
William Lyne Wilson, né le 3 mai 1843 à Charles Town (Virginie-Occidentale) et mort le 17 octobre 1900 à Lexington (Virginie), est un homme politique américain. Membre du Parti démocrate, il est représentant de Virginie-Occidentale entre 1883 et 1895 puis Postmaster General des États-Unis entre 1895 et 1897 dans la seconde administration du président Grover Cleveland.

## Source
- (en) Cet article est partiellement ou en totalité issu de l’article de Wikipédia en anglais intitulé « William Lyne Wilsonl » (voir la liste des auteurs).